# گریگور پامبوکجیان
گریگور پامبوکجیان (ارمنی: Գրիգոր Բամպուքծեան؛ زاده ۲۳ اوت ۱۹۱۵ - درگذشته ۱۹۹۶) یک پزشک و آسیب‌شناس اهل ارمنستان بود.

## زندگی‌نامه
وی در ۲۳ اوت ۱۹۱۵ در آدانا به دنیا آمد و از دانشگاه پزشکی و داروسازی کارول داویلا فارغ‌التحصیل گشت. وی همچنین برندهٔ جوایزی همچون نشان نرسس شنورهالی مقدس شده‌است. وی در ۱۹۹۶ در سن ۸۱ سالگی درگذشت.